# Division (10 Years)
Division è il quarto album discografico del gruppo musicale statunitense 10 Years, pubblicato nel 2008.

## Tracce
1. Actions & Motives – 3:23
2. Just Can't Win – 3:35
3. Beautiful – 3:17
4. 11:00 am (Daydreamer) – 5:09
5. Dying Youth – 3:50
6. Russian Roulette – 3:49
7. Focus – 3:13
8. Drug of Choice – 3:38
9. Picture Perfect (In Your Eyes) + Plaents 2 – 6:20
10. All Your Lies – 3:46
11. So Long, Good-bye – 3:43
12. Alabama – 3:54
13. Proud of You – 5:51